# Коболі
Коболі (словен. Koboli) — поселення в общині Комен, Регіон Обално-крашка, Словенія. Висота над рівнем моря: 231,7 м.